# Горки (Уйский район)
Го́рки — посёлок в Уйском районе Челябинской области России. Входит в состав Уйского сельского поселения.

## География
Стоит на реке Уй.

## История
В 1968 г. населённому пункту МТФ колхоза «Память Ленина» присвоено наименование посёлок Горки.

## Население
| 2002 | 2010 |
| ---- | ---- |
| 197  | ↘192 |

## Инфраструктура
Развитое сельское хозяйство. Личное подсобное хозяйство.

## Транспорт
Проходит автомобильная дорога регионального значения 75К-006 Чебаркуль — Уйское — Сурменевский — Магнитогорск. 
Начальный пункт региональной автодороги 75К-348 Горки — Брюхово длиной 4,953 км.